# Индийска бойга
Индийската бойга (Boiga trigonata) е вид змия от семейство Смокообразни (Colubridae). Видът не е застрашен от изчезване.

## Разпространение и местообитание
Разпространен е в Афганистан, Бангладеш, Индия, Иран, Непал, Пакистан, Таджикистан, Туркменистан, Узбекистан и Шри Ланка.
Обитава песъчливи градски и гористи местности, сухи и пустинни области, градини, ливади, храсталаци и дюни.

## Описание
Продължителността им на живот е около 8,2 години. Популацията на вида е стабилна.